# Campionati mondiali di skeleton 2004
I Campionati mondiali di skeleton 2004, sedicesima edizione della manifestazione organizzata dalla Federazione Internazionale di Bob e Skeleton, si tennero il 27 ed il 28 febbraio 2004 a Schönau am Königssee, in Germania, sulla pista di Königssee, la stessa sulla quale si svolse la rassegna iridata del 1990; furono disputate gare in due differenti specialità: nel singolo uomini e nel singolo donne e le vittorie furono ottenute rispettivamente dal canadese Duff Gibson e dalla tedesca Diana Sartor.
Per la prima volta da quando si disputa la manifestazione iridata le gare si svolsero contestualmente ai campionati mondiali di bob.

## Risultati

### Singolo uomini
La gara fu disputata il 27 ed il 28 febbraio nell'arco di quattro manches e presero parte alla competizione 33 atleti in rappresentanza di 18 differenti nazioni; campione uscente era il canadese Jeff Pain, che concluse la prova al tredicesimo posto, ed il titolo fu conquistato dal connazionale Duff Gibson davanti ai tedeschi Florian Grassl e Frank Kleber.
| Pos. | Atleti              | Nazione     | Tempo   | Distacco |
| ---- | ------------------- | ----------- | ------- | -------- |
|      | Duff Gibson         | Canada      | 3'15"65 |          |
|      | Florian Grassl      | Germania    | 3'15"77 | +0"12    |
|      | Frank Kleber        | Germania    | 3'15"87 | +0"22    |
| 4    | Gregor Stähli       | Svizzera    | 3'16"31 | +0"66    |
| 5    | Chris Soule         | Stati Uniti | 3'16"39 | +0"74    |
| 6    | Markus Penz         | Austria     | 3'16"90 | +1"25    |
| 7    | Kristan Bromley     | Regno Unito | 3'16"93 | +1"28    |
| 8    | Philippe Cavoret    | Francia     | 3'17"21 | +1"56    |
| 9    | Jim Shea            | Stati Uniti | 3'17"30 | +1"65    |
| 10   | Matthias Biedermann | Germania    | 3'17"60 | +1"95    |

### Singolo donne
La gara fu disputata il 27 ed il 28 febbraio nell'arco di quattro manches e presero parte alla competizione 24 atlete in rappresentanza di 11 differenti nazioni; campionessa uscente era la canadese Michelle Kelly, che concluse la prova al nono posto, ed il titolo fu conquistato dalla tedesca Diana Sartor davanti alla canadese Lindsay Alcock ed all'altra teutonica Kerstin Jürgens.
| Pos. | Atleti                | Nazione     | Tempo   | Distacco |
| ---- | --------------------- | ----------- | ------- | -------- |
|      | Diana Sartor          | Germania    | 3'20"78 |          |
|      | Lindsay Alcock        | Canada      | 3'20"84 | +0"06    |
|      | Kerstin Jürgens       | Germania    | 3'20"92 | +0"14    |
| 4    | Tanja Morel           | Svizzera    | 3'21"27 | +0"49    |
| 5    | Steffi Jacob          | Germania    | 3'22"04 | +1"26    |
| 6    | Lea Ann Parsley       | Stati Uniti | 3'23"03 | +2"25    |
| 7    | Mellisa Hollingsworth | Canada      | 3'23"27 | +2"49    |
| 8    | Dany Locati           | Italia      | 3'23"49 | +2"71    |
| 9    | Michelle Kelly        | Canada      | 3'23"88 | +3"10    |
| 9    | Tristan Gale          | Stati Uniti | 3'23"88 | +3"10    |

## Medagliere
| Posizione | Nazione  | Oro | Argento | Bronzo | Totale |
| --------- | -------- | --- | ------- | ------ | ------ |
| 1         | Germania | 1   | 1       | 2      | 4      |
| 2         | Canada   | 1   | 1       | 0      | 2      |
| Totale    | Totale   | 2   | 2       | 2      | 6      |